# Чубатий інамбу
Чубатий інамбу (Eudromia) — рід безкілевих птахів родини тинамових (Tinamidae). Рід містить 2 види, що поширені у Південній Америці.

## Види і підвиди
- Eudromia elegans — інамбу чубатий
  - Eudromia elegans elegans
  - Eudromia elegans intermedia
  - Eudromia elegans magnistriata
  - Eudromia elegans riojana
  - Eudromia elegans albida
  - Eudromia elegans multiguttata
  - Eudromia elegans devia
  - Eudromia elegans patagonica
  - Eudromia elegans numida
  - Eudromia elegans wetmorei
- Eudromia formosa — інамбу ошатний
  - Eudromia formosa formosa
  - Eudromia formosa mira